# Stefan Gallon
Stefan Gallon (* 1951 in Wuppertal) ist ein deutscher Diplomat und war bis 2016 Generalkonsul in Dubai.

## Leben
Nach dem Abitur absolvierte Gallon ein Studium der Rechts- und Wirtschaftswissenschaften an der Rheinischen Friedrich-Wilhelms-Universität Bonn. 
Nach Abschluss des Studiums trat er 1978 in den Auswärtigen Dienst ein und wurde nach Absolvierung der Laufbahnprüfung für den höheren Dienst von 1980 bis 1983 zunächst an der Botschaft in Ägypten und danach bis 1986 an der Botschaft in Rumänien eingesetzt. Nach einer darauf folgenden Verwendung von 1986 bis 1989 in der Politischen Abteilung des Auswärtigen Amtes in Bonn in dem für Grundsatzfragen der Ost-West-Beziehungen, Konferenz über Sicherheit und Zusammenarbeit in Europa (KSZE), Delegation der Bundesrepublik Deutschland zu KSZE-Treffen in London und Sofia zuständigen Referat, war er zwischen 1989 und 1992 Mitarbeiter im Generalkonsulat in Houston und gehörte während dieser Zeit auch zur Delegation beim G7-Gipfel in Houston 1990 sowie bei dem KSZE-Gipfelvorbereitungstreffen in Wien (Juli bis November 1990) und dem KSZE-Gipfeltreffen in Paris (November 1990).
Danach war Gallon von 1992 bis 1994 Mitarbeiter der Botschaft in Litauen, ehe er nach seiner Rückkehr bis 1998 Referent in dem für die Britischen Inseln, Skandinavien, Baltische Staaten und den Ostseerat zuständigen Referat der Politischen Abteilung des Auswärtigen Amtes war. Im Anschluss war er zwischen 1998 und 2001 Botschaft Ständiger Vertreter des Botschafters in Thailand und daraufhin bis 2004 Referatsleiter in der Abteilung für Auswärtige Kultur- und Bildungspolitik.
2004 wurde er als Gesandter Leiter der Abteilung für Wirtschaft und Wissenschaft an der Botschaft in Japan und war danach Gesandter und Ständiger Vertreter des Botschafters in Tschechien.
Von 2010 bis 2014 war Stefan Gallon Generalkonsul in Guangzhou/ Kanton.
Im August 2014 wechselte er als Generalkonsul nach Dubai/ Vereinigte Arabische Emirate, von wo aus er im Sommer 2016 in den Ruhestand trat.